# Mamá Vudú
Mamá Vudú es una banda de indie rock de Ecuador. Nacidos durante el boom de la música alternativa de los 90's capitalizaron su sonido desde una perspectiva punk, pero abriéndose a diferentes experiencias sonoras como el indie rock, new wave, electrónica, etc. Mamá Vudú conserva un estilo melancólico y minimal, que agregado al uso de secuencias electrónicas consolidan el sonido de la banda.

## Historia
1992
Se crea la primera formación de la banda para abrir un concierto en el Dada.
1993
Los primeros gigs en la incipiente escena underground ecuatoriana junto a bandas como Notoken, CRY, Chancro Duro, etc.
1994
Entra a la banda Álvaro Ruiz P. a la batería.

Grabación del demo Ilustre municipio.
1995
Presentación en el primer festival del Día de la Música en Quito.

 Grabación del disco Tropical brea.
1996
Gira por todo el país por más de 30 fechas, Incluyendo el festival Agosto mes de las Artes.
1997
Entra como guitarrista y vocalista Roger Ycaza.
1998
Grabación del E.P. Estación Polar, en esos días solo se lo edita en casete.
1999
Participación en el festival Pululahua, Rock desde el Volcán junto a bandas como Babasónicos, La Ley, Lucybell, Virus, etc.
2000
Grabación del disco Luna Lombriz.
2001
Grabación del disco Aeroclub.

Aerotour por 12 ciudades del país.
2002
Continuación del Aerotour por varias ciudades del Ecuador y sur de Colombia.
2003
Participación en varios festivales, Incluyendo el primer Quitofest.
2004
Grabación del disco Macrosensor

Gira Nacional, incluyendo el segundo Quitofest

Festival Ibagué Rock en Colombia
2005
Concierto junto a la banda francesa Louise Attaque.
2006
Concierto junto a la banda argentina Babasónicos.
2007
Participación en varios festivales en todo el país, incluyendo el FFF en Ambato y el Quito Fest.

Grabación del E.P. Clínica de Santos y Muñecas que se lo lanza solo por internet.
2008
Ingreso a la banda del bajista Francisco Charvet

Grabación del disco Mapa de Ruido.
2009
Inicio de la gira de Mapa de Ruido. Dentro del país cumplen con fechas en Quito, Ambato, Cuenca, Guayaquil. Después de ello inician la gira del Pacífico que los llevan a Perú y Chile. Así también destaca su participación en el IstmoRock en Panamá.

De regreso a Quito tocan junto a Ken Stringfellow (The Posies, Disciplines).
2010
La banda se centra en su plataforma de promoción internacional. Firma con la ind ependiente Mexicana Discos Intolerancia para relanzar el disco Mapa de Ruido en enero de 2011 y graban el video del tema "Radar" con el director ecuatoriano Manuel Suquilanda. 
2011
Mediante la coordinación de Bridge Consulting (EE.U.U.) editaron el proyecto en línea Motel Ultra que contiene temas de Mamá Vudú interpretados por varios músicos de Latinoamérica como Thermo (México), Cienfue (Panamá), Drogatones (Chile), Los Paranoias (Venezuela), Toke Rosa (Colombia), Space Bee (Perú), Los Marty (México), Descomunal (Ecuador), entre otras. 
2012 
La banda entra en un receso. Cada uno de sus integrantes busca concentrarse en proyectos propios y paralelos. Roger Ycaza da prioridad a la banda Mundos con miembros de otras agrupaciones locales como lo son Denisse Santos de Can Can , Franz Córdova ex Mamá Vudú, Misil y Andrés Caicedo de la banda quiteña Guardarraya. Por su parte Edgar Castellanos se enfoca en su nuevo proyecto de música experimental denominado Cartas Encontradas.
Para el mes de noviembre se realiza el lanzamiento de Motel Ultra, álbum de cover y remixes. El evento contó con la participación de bandas locales y Cienfue (Panamá), sin embargo Mamá Vudú todavía no se presentó en vivo.
2013
Un año de transición para la escena independiente ecuatoriana en general. Mamá Vudú vuelve a los escenarios con dos fechas en la Casa de la Música y se presenta en la undécima edición del Quito Fest como una de las bandas cierre.
En el mes de noviembre realizan su concierto de aniversario en el Teatro México, celebrando sus 20 años de trayectoria en vivo. El evento contó con numerosos invitados de actos locales como Guardarraya, Guanaco MC, Can Can, entre otros. Para sorpresa del auditorio, lleno en su totalidad, en este evento Mamá Vudú se separa indefinidamente en una decisión conjunta del proyecto, además de los motivos personales y profesionales de sus miembros.

## Motel Ultra: Mamá Vudú versionados
Motel Ultra es un proyecto de versiones y remezclas de canciones de Mamá Vudú coordinado por Bridge Consulting, donde agrupaciones de la escena rock independiente de diferentes países, latinoamericanas principalmente, versionaron los temas de la banda. Participaron artistas como Richie Londres (de Sol Invicto y Cultura Londres Cienfue (Panamá)con "Vortex", Drogatones (Chile) con "Plazma", Space Bee (Perú)con "Calle Total", Roy – Thermo (México)con "Inciendalo Todo", Los Paranoias (Venezuela)con "Atrapados", Zebra (Chile) con Calle Total, David Binoise (Ecuador) con "Espuma Negra", Los Marty (México) con "Predador", Le Pop (Costa Rica) con "Espuma Negra", Alessandra Morris (Perú) con "Ladrando", Polaroyd (Chile) con "Oración Matinal", Toke Rosa (Colombia) con "Cámara de Niebla", Amigos de lo Ajeno (Ecuador) con "Tunel", entre otros.

## Miembros
- Edgar Castellanos M. (voz/guitarra/secuencias)
- Álvaro Ruiz P. (batería)
- Roger Ycaza L. (voz/guitarra)
- Francisco Charvet R. (bajo)

## Discografía

### Álbumes
- Tropical Brea (1995).
- Luna Lombriz (2000).
- Aeroclub (2001).
- Macrosensor (2004).
- Mapa de Ruido (2008).

### EP
- Estación Polar (1998)
- Clínica de Santos y Muñecas (2007)